# LeoCAD
LeoCAD è uno dei diversi programmi esistenti per la costruzione di oggetti in mattoncini LEGO in tre dimensioni. Le sue caratteristiche grafiche e interfacciali lo rendono molto simile a LDraw. Il programma è stato sviluppato da diversi membri della LEGO Community virtuale. 
LeoCAD offre un archivio virtuale che comprende oltre 6000 diversi tipi di mattoncini LEGO, la maggioranza dei quali sono stati progettati su modello di quelli ideati da James Jessiman, l'autore di LDraw. Il colore dei pezzi può essere scelto fra 28 diverse possibilità, che spaziano dal rosso al grigio argento. Inoltre, è possibile salvare le immagini di ogni fase di costruzione di un determinato oggetto, sulla cui base si potranno poi compilare le relative "istruzioni".